# Plerogyra eyrysepta
Plerogyra eyrysepta is een rifkoralensoort uit de familie van de Caryophylliidae. De wetenschappelijke naam van de soort is voor het eerst geldig gepubliceerd in 1960 door Nemenzo.